# Basilique Saint-Nicolas de Buenos Aires
Cette  basilique n’est pas la seule basilique Saint-Nicolas.
La basilique Saint-Nicolas (en espagnol : Basílica de San Nicolás) est une église catholique située en Argentine à Buenos Aires. Elle est dédiée à saint Nicolas, et a le statut de basilique.

## Histoire
Une première chapelle est construite à cet emplacement en 1733, selon les plans de Domingo de Acassuso. Elle est reconstruite en 1767, puis elle est démolie en 1931, afin d'élargir l'avenue Corrientes. Le 29 novembre 1935, l'édifice actuel est inauguré. Il se trouve avenue Santa Fe au numéro 1364. Deux ans plus tard, en 1937, l'église est élevée par Pie XI au rang de basilique mineure.
Elle dépend de l'archidiocèse de Buenos Aires.

## Façade
La façade présente une structure symétrique avec deux tours latérales, dont une sert de clocher, avec les cloches de l'ancienne église, et un fronton triangulaire avec des figures en relief. On remarque à gauche de l'entrée de l'église une chapelle qui abrite une image de Notre-Dame des affligés, patronne de la ville de Valence, et provenant d'Espagne, qui se trouvait jadis dans l'ancienne église.

## Intérieur
L'intérieur se présente sous la forme d'une nef centrale et de bas-côtés avec six peintures murales avec incrustations de céramiques. À la droite du maître-autel, on remarque dans la chapelle du Très-Saint-Sacrement, un tableau de saint Héctor Valdivielso, premier saint argentin. La chapelle Notre-Dame-du-Rosaire se trouve sur un côté. 

## Illustrations

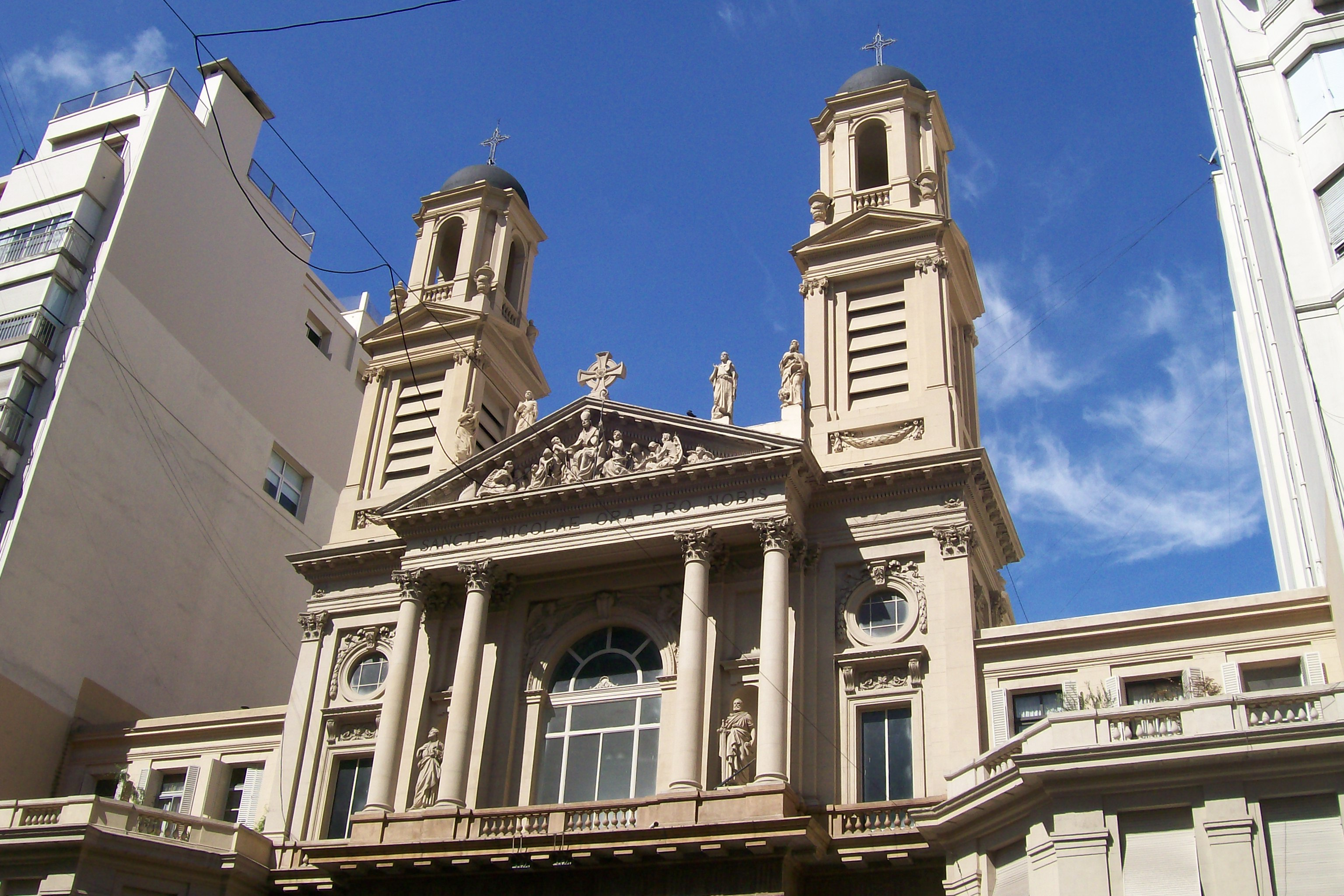
Détail de la partie supérieure de la façade.
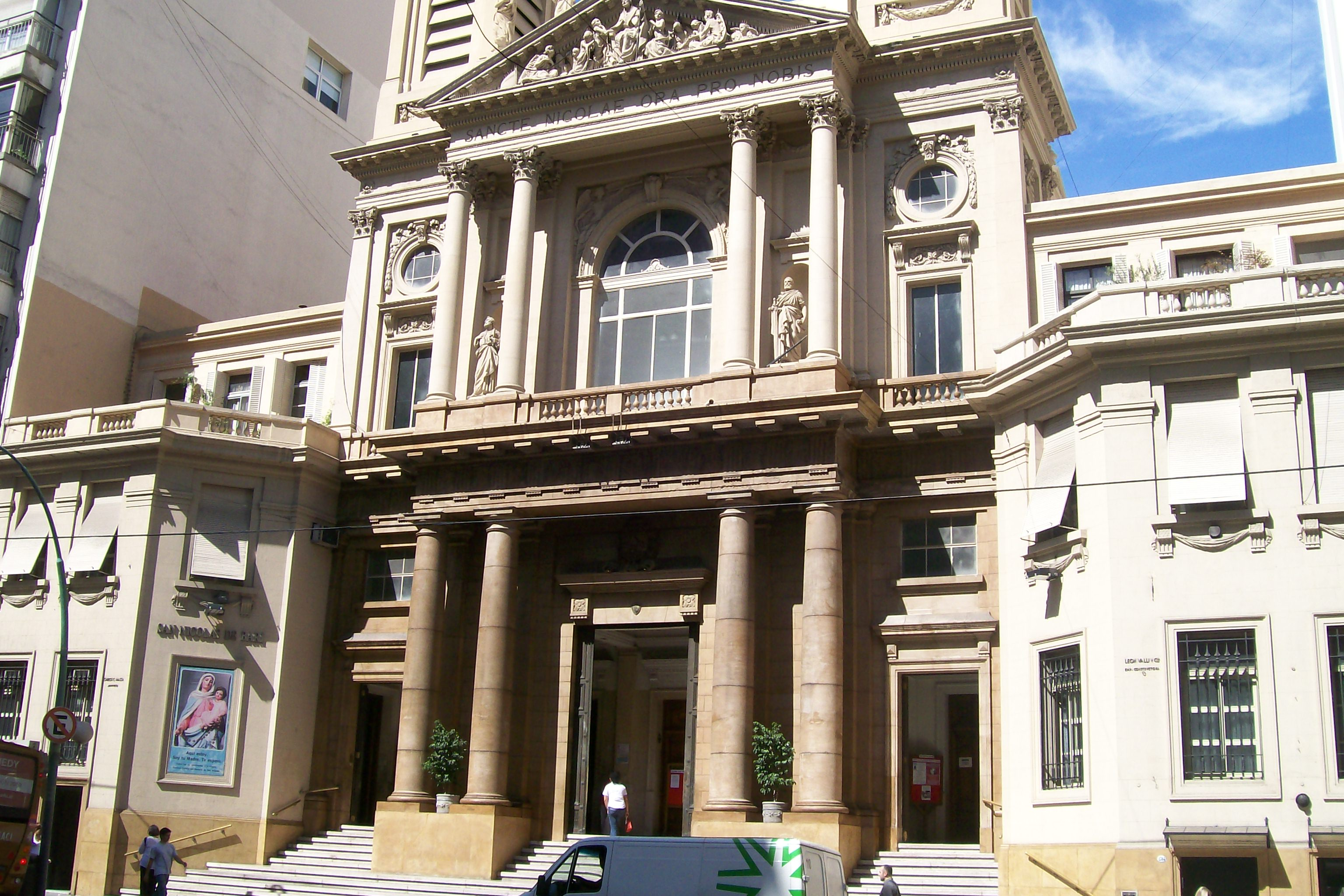
Détail de la partie inférieure de la façade.
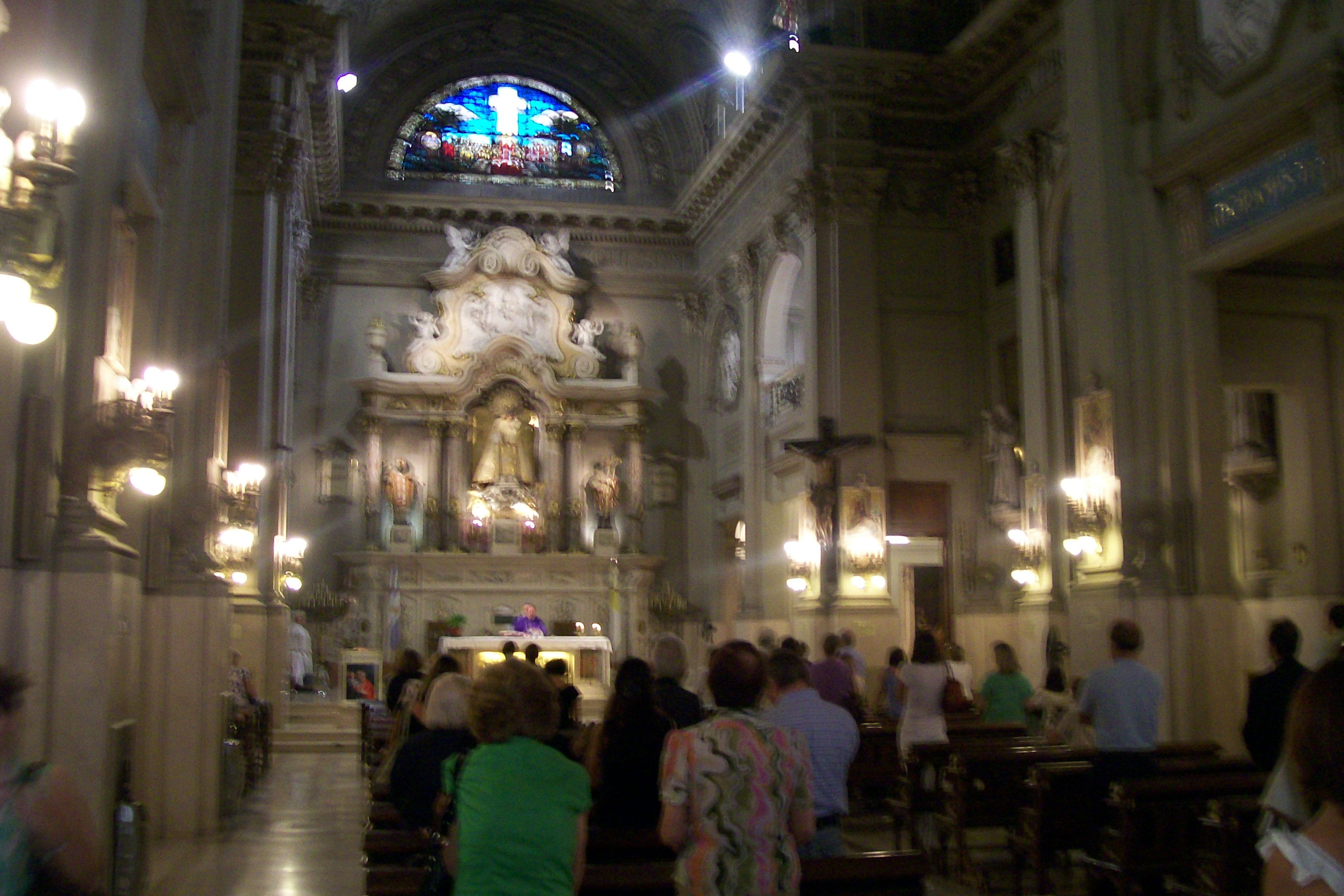
Intérieur de la basilique.
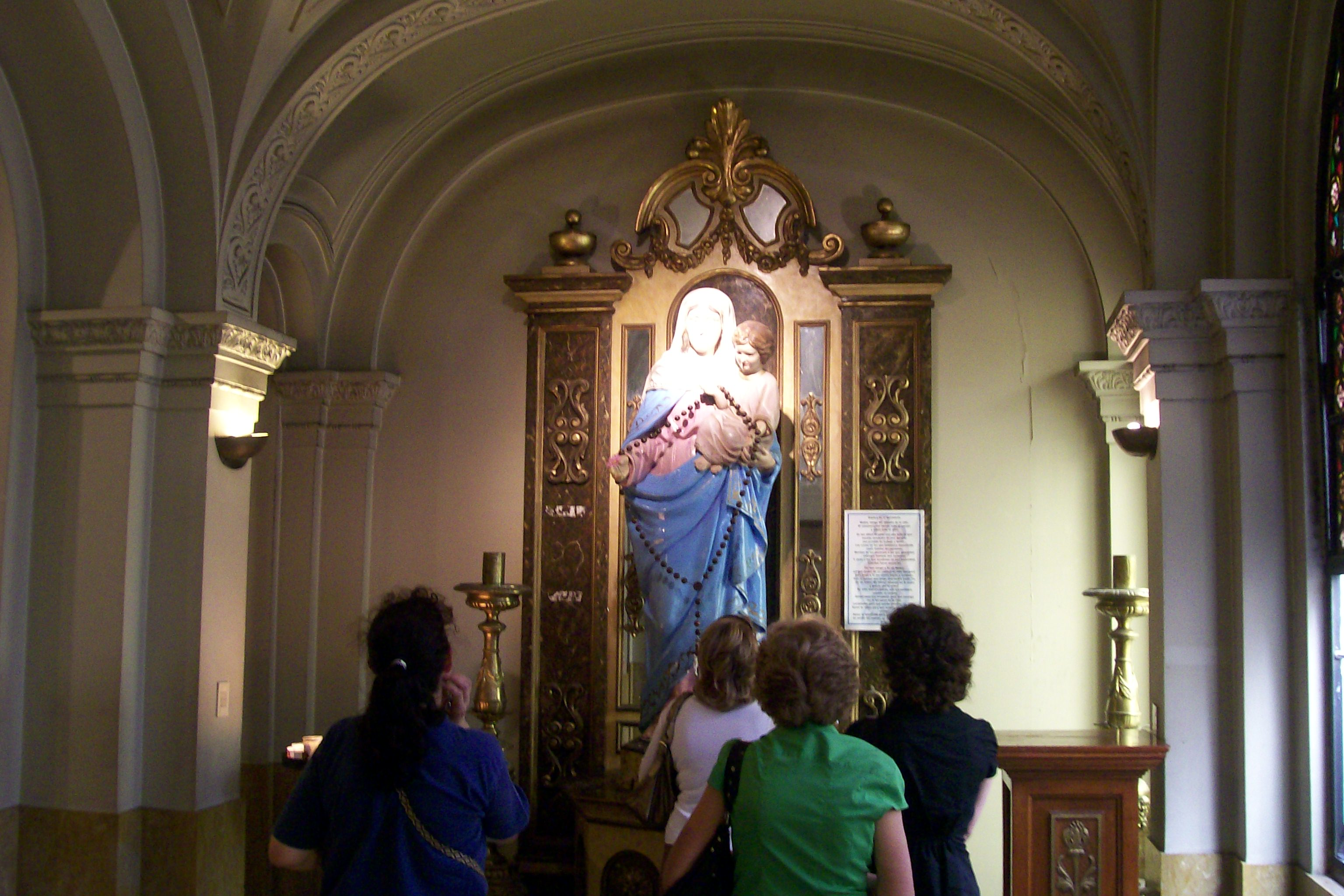
Autel latéral.
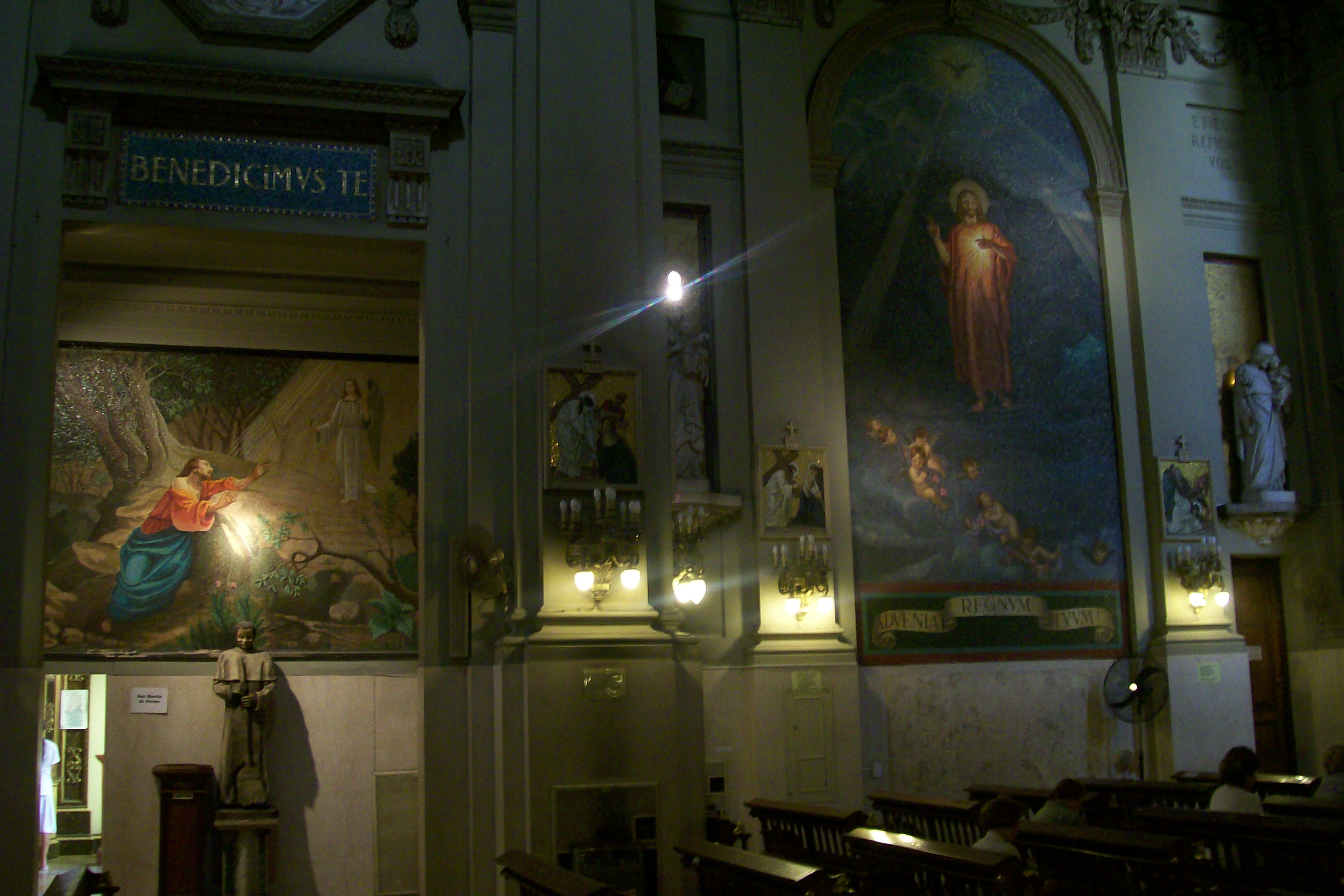
Détail des tableaux à l'intérieur de l'église.
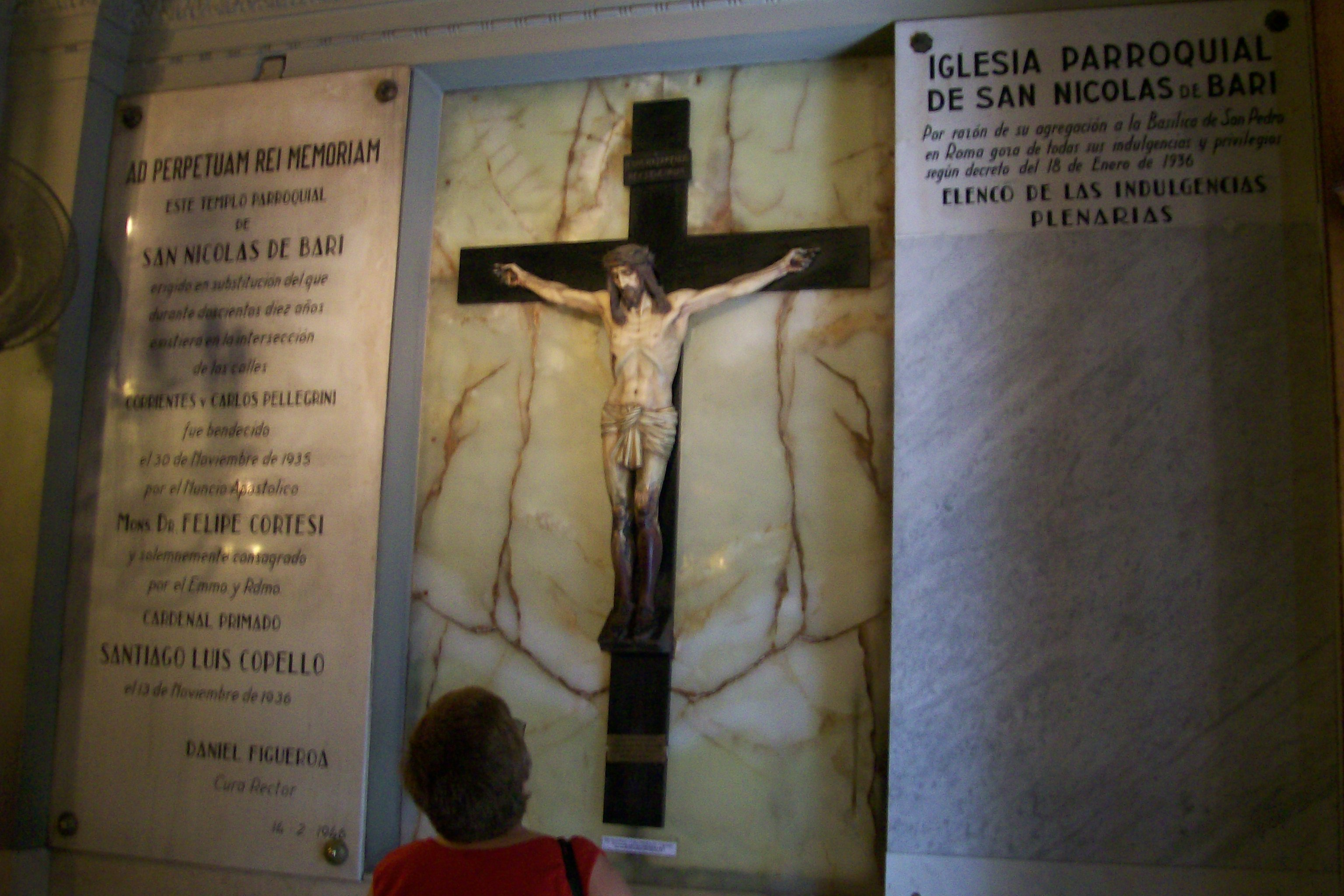
Deux plaques commémoratives et la croix au  milieu.
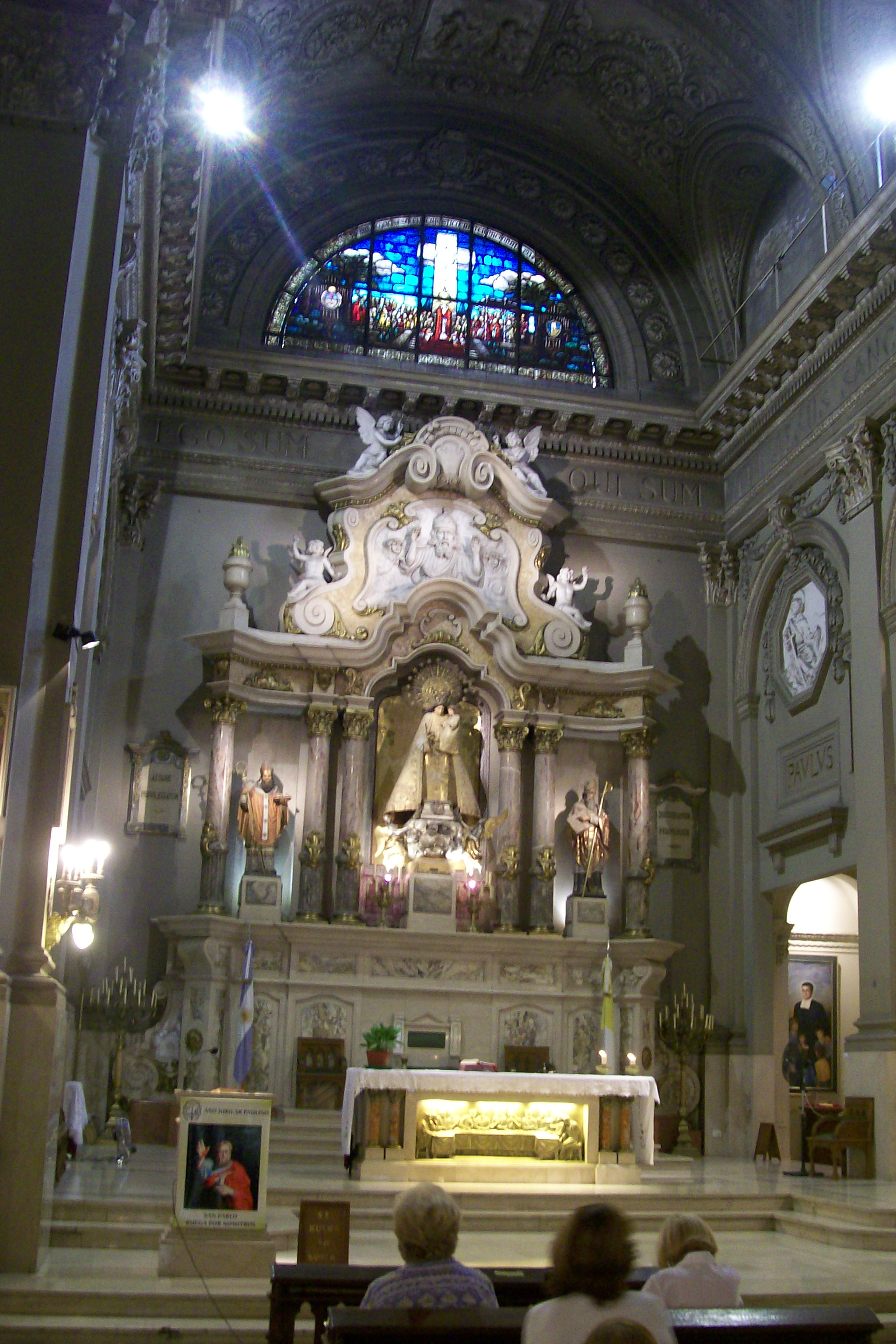
Retable.
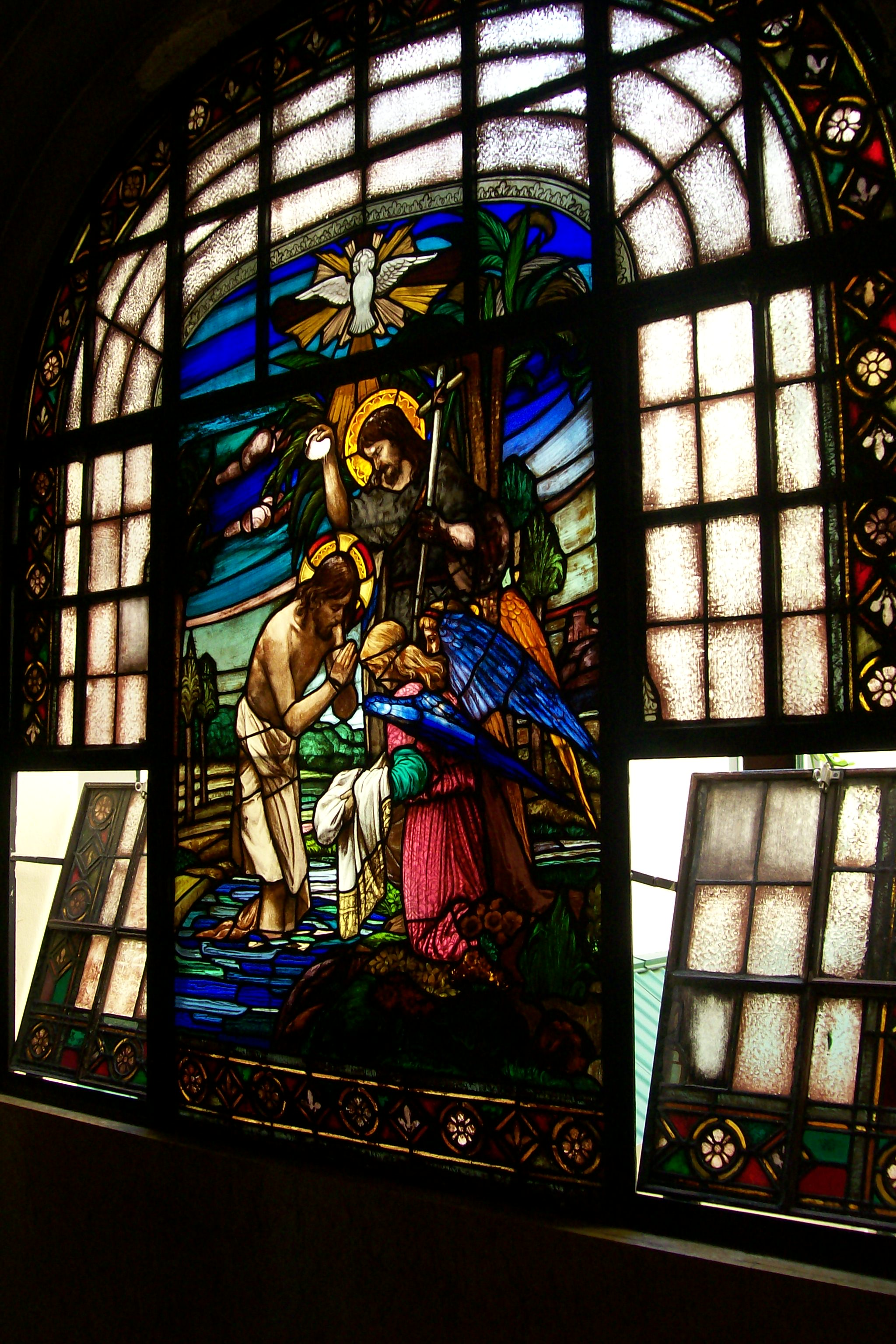
Vitrail du baptême de Jésus.
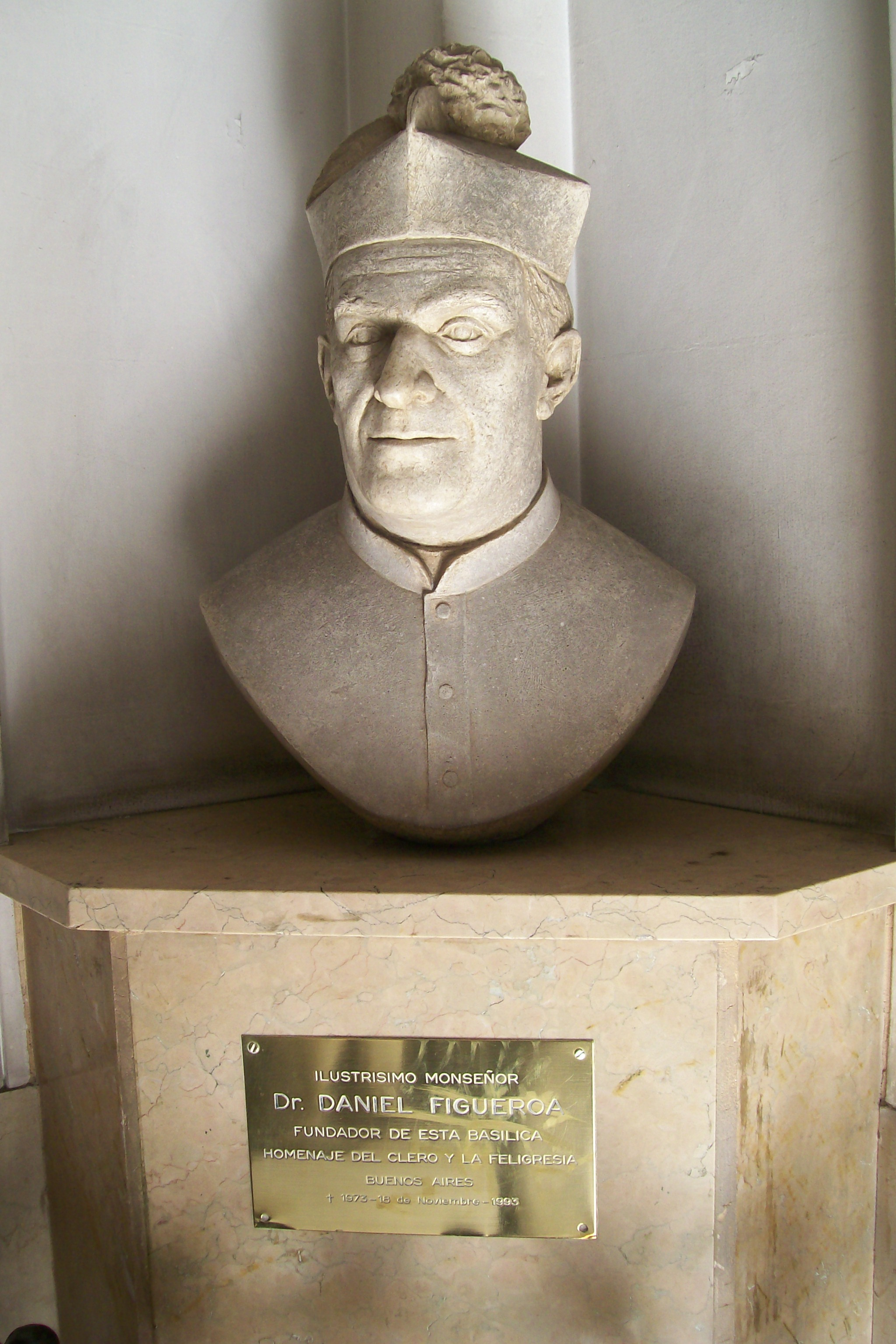
Mgr Daniel Figueroa, fondateur de la basilique.

## Source de la traduction
- (es) Cet article est partiellement ou en totalité issu de l’article de Wikipédia en espagnol intitulé « Basílica de San Nicolás de Bari (Buenos Aires) » (voir la liste des auteurs).